# KILLZONE 2
『KILLZONE 2』（キルゾーン 2）は、ゲリラゲームズが開発し、2009年4月23日にソニー・コンピュータエンタテインメントが発売したPlayStation 3専用ファーストパーソン・シューティングゲームである。ヨーロッパでは同年2月25日、アメリカでは同年2月27日に発売された。

## 概要
2005年にPS2で発売されたKILLZONEの続編。シリーズとしては3作目となる。開発はオランダのゲリラゲームズ社。
宇宙共和国「ヴェクタ」と、独裁国家「ヘルガーン」との惑星間の戦いを描く。プレイヤーは主人公であるトーマス・セブチェンコ軍曹を操り、ISA（惑星間戦略同盟）のエリート部隊の一員として戦いに参加することとなる。
シリーズ初のPS3プラットフォームでありながらCELLプロセッサーを活用することを前提に開発がされており、これにより光源処理に重きを置くことで実現させたリアリティのあるグラフィックスと、豊富な行動パターンを持つ高度なAIロジックを実装させた敵キャラクターたちによって、臨場感のある濃厚な戦闘をリアルタイムで体験することができる。
オンラインは部屋制になっており16対16の最大32人同時オンライン対戦のほかに、前方カバーアクションの採用とSIXAXSISの対応化（キャンペーンモードのみ）、オンライン対戦をAI制御によりオフライン上で再現し仮想練習が可能な「スカーミッシュ」モードの実装、SCEEとゲリラゲームズが共同で運営する専用サイト「killzone.com」との連動など個性的なシステムも特徴。
欧州では予約開始時点で110万本を達成。また大手ゲームサイトのIGNおよびGAMESPOTから2009年ベスト・シューターに選ばれた。
2011年2月24日、今作の続編となる「KILLZONE 3」が発売された。

## ストーリー
前作までの戦いで惑星ヴェクタに侵攻してきたヘルガスト侵攻軍を辛くも撃退する事に成功したISAだったが、これによって戦争に決着がついたわけではなかった。ヘルガスト軍はヴェクタから一時撤退後、メトラック将軍率いる第二次ヘルガスト侵攻軍をヴェクタ南部に降下させ再び侵攻を開始するなど依然と戦闘は不毛に続き、ISAとヘルガスト両軍は膠着状態に陥っていた。
ヘルガスト軍は幾度の戦闘によって一時の勢いを失いつつも惑星ヘルガーンにおいて確固たる戦力を保持し続けており、このままではいたずらに戦力を消耗させるだけだと危惧したISAは、ヘルガストの本拠地である惑星ヘルガーンへの大規模侵攻作戦を展開することを決断する。ヘルガストの指導者スカラー・ヴィサリ本人を捕縛し戦争犯罪を犯した「独裁者」として裁くことでこの戦争を早期に終結させ、独裁政治により圧制された民衆を解放するという大義のもとISAのエリート隊員からなる"α部隊"を編成し侵攻作戦は開始された。
最初にヘルガーンへ降下したISAの部隊の第一陣は待ち構えていたヘルガストの猛攻を前に翻弄されながらも、何とかヘルガーンの大地に足を踏み入れることに成功した「α部隊」は、ヴィサリ拘束のためヘルガーン首都攻略を目指す。そこには意外な真実と想像を絶する過酷な戦いが待ち受けていた。

## 登場人物

### ISA（Interplanetary Strategic Alliance：惑星間戦略同盟）
トーマス・"セブ"・セブチェンコ（Tomas "Sev" Sevchenko）声：小西克幸
階級は軍曹であり、当作品の主人公で、特殊部隊“ISA”の「アルファ部隊」の一員。内向的で、非常に冷静である。
25歳で既にいくつもの軍事作戦で成功していたが、その際に彼はある犠牲を強いられた。
彼は完全な部隊の不完全な兵士である。
ダンテ・ガーザ（Dante Garza）声：土田大
階級は伍長、特殊部隊“ISA”の「アルファ部隊」の一員。
若くて生意気な口をきくが忠実で信頼できるエリート兵士で、爆破のエキスパートである。
リコ・ヴェラスケス（Rico Velasquez）声：三宅健太
階級は軍曹、特殊部隊“ISA”のベテラン兵士。いかなるときでも口より先に撃ちたがる人間戦車である。
前作から登場しており、全面的に態度が悪い彼だが、仲間を思いやる面もある。
前線での戦闘を好み、非常に行動が早く、何においてもためらわないような、極端な性格を持つ。
前作では軌道上の防御基地での危機のとき、ヘルガストからの厳しい攻撃に足止めされたため、
テンペラーとルーガー、そしてハッカの味方となった。
今作では「α部隊」に配属され、ヘルガーンの首都「ピュロス」における作戦に参加。
ショーン・ナッコ（Shawn Natko）声：中村浩太郎
階級は伍長、ISA惑星間戦略同盟の「α部隊」の一員。専門は近接戦闘で、従軍歴の長い古参兵である。
意欲の浮き沈みはあるものの、確かな戦果を残している。
ジャン・テンペラー（Jan Templar）
前作の主人公であり、今作では大佐。ISAのヘルガーン侵攻部隊の旗艦「ニューサン号」の艦長として、ヘルガーン侵攻作戦の指揮にあたる。
また、彼の対ヘルガスト戦の経験を反映して設立された「α部隊」をはじめとする特殊部隊司令部のリーダーも務め、今回の作戦では独裁者スカラー・ヴィサリの捕縛を一任されている。
今作品では実際に戦地へは足を踏み入れず、上空から侵攻部隊を指揮する。
エブリン・バットン（Evelyn Batton）
ISAの優秀な科学者。女性。前作でヘルガストに奪取された核兵器「レッドダスト」の発明者であり、ヘルガストへの深い憎しみで知られる。
ジェイソン・ネビル（Jason Neville）
「ネメシス車両部隊」を指揮する大尉。惑星ヴェクタ出身であったが後UCA本軍所属となる。ヘルガーン侵攻作戦において彼の真価が問われるようとしている。
セブ軍曹ら「α部隊」と共に首都「ピュロス」へと侵攻する。
至って真面目な性格でただの堅物な人物に見えるが、どんな危機的状況でも決して怯まない肝の据わった頼もしい人物である。
ナッコ伍長曰く「相当なやり手」で、彼が苦戦しているという事はかなり戦況が思わしくない事らしい。
ビリンガースト（Billinghurst）
外見は他のISA兵士と変わらないが、ビリンガーストという人物は前作にも登場しており、本作に登場した彼とは同一人物と思われる。
階級は伍長。認証番号はビクター・マイク・73469・ブラボー・エックスレイ。
本作ではキャンペーンミッションの巡洋艦"ニューサン"号のステージにおいて、主人公セブとともにガンデッキへと向かう。その後の消息は不明。

### ヘルガスト軍
スカラー・ヴィサリ老（Scolar Visari）声：内海賢二
ヘルガスト軍の指導者であり、ヘルガーンの支配者である。
第一次ヘルガーン紛争敗北後における、ヘルガーン軍再組織化の責任者でもある。
現在51歳で専制君主的な地位となっているヴィサリは、初代皇帝としての載冠を目前にひかえている。
ヘルガストが追放され、虐げられた過去への復讐として、ISAの殖民惑星の一つである「ベクタ」の侵略に着手し、ISAに対して甚大な被害を与えた。
メール・ラデック（Mael Radec）声：青山穣
階級は大佐。ヴィサリ老直轄の私兵部隊の総司令官であり惑星ヘルガーンの首都、ピュロスシティの防衛を一任されている。
過去に軍の教官を務め、劇中では彼の名を冠した士官学校が登場する。
軍規にはかなり厳しく、服装規定に違反した兵士2名をその場で処刑している。
計画を練るタイプの指揮官というよりは、陣頭指揮を好み、殺戮への渇望を持った人物として描かれている。
即断即決、冷酷で残忍な人物であり、ヴィサリ老への狂信的なまでの忠誠から"ヴィサリ老の猟犬"と呼ばれている。
そんな彼にとって、今回の戦いは主君への忠誠を示す絶好の機会といえる。
なお、英語版音声のラデック大佐の声を担当したショーン・パーツィーは、前作『KILLZONE』でも、主要登場人物のハッカ大佐の声を担当していた

## オンラインモード
本作のオンライン対戦は、最大32人による対戦が特徴。オンライン対戦ではカスタムサウンドトラックに対応しており、PCから「killzone.com」にて、自身の総合ステータスや戦闘の内容を再確認できる。
基本的なシステムは対戦に参加することで取得したポイントを溜めていきレベルアップさせ、各種武器や他クラス（兵科）をアンロックしていく。またポイント以外にもクラスやミッション中に特定条件を達成すると「バッジ」を獲得でき、このバッジを8個獲得すると「勲章」が授与され、特殊スキルが使用可能になる。階級は15個、クラスは7名、バッジ・勲章はそれぞれ23種用意されている。
またPlayStation StoreからDLCとして追加マップが配信されており、以下の3種類が販売中である。価額は各800円。
- 「スチール & チタンパック（Steel & Titaninum Pack）」
- 「フラッシュ & サンダーパック（Flash ＆ Thunder Pack）」
- 「ナパーム & コルダイトパック （Napalm & Cordite Pack）」

ナパーム & ゴルダイトパックは追加武器を限定1丁で使用することができる。詳細はマップを参考のこと。
尚、DLCはリージョン制限により海外版のソフトで日本のストアで買った追加マップを適用することはできない。海外版はそのソフトが流通している該当地域のストアにてダウンロードしなければならず（例えば北米版であるなら北米地域アカウントでアクセスしたPlayStation Storeからダウンロード購入する）、購入の際には注意が必要である。

## マップ
デフォルトマップ
- ピュロス ライズ - Pyrrhus Rise
- サラムン市場 - Salamun Market
- ヘルガーン工場 - Helghan Industries
- ヴィサリ ハンマー - Visari Hammer
- ラデックのアカデミー - Radec Academy
- サルシスの物資集積所 - Tharsis Depot
- ブラッド グラチト - Blood Gracht
- コリント渡河 - Corinth Crossing

追加マップ
- スチール＆チタンパック
  - 荒野の銃弾 - Wasteland Bullet
ヘルガストの輸送列車上を再現したマップ。
高速で移動しており、落下や柱に接触すると即死するので隣の車両へ飛び移りには注意が必要。
  - ベクタの巡洋艦 - Vekta cruiser
ヘルガストの強襲を受けたISA宇宙巡洋艦を再現したマップ。
- フラッシュ＆サンダーパック
  - ビーチ - Beach Head
前作「KILLZONE」のリメイクマップ。
  - 南部の丘 - Southern Hills
約4分に艦隊からの砲撃が行われ、敵味方関係なく野外にいる全ての人間・設置したボットを一掃する。
- ナパーム＆コルダイトパック
  - スルイェバ クリフサイド - Suljeva Cliffside
追加武器「火炎放射器」が使用可能。周囲に炎を撒き散らすことができる。限定1丁。
  - アークタワー ランディング - Arctower Landing
追加武器「ボルトガン」が使用可能。相手を一撃で釘付けにして爆発する。限定1丁。

## ルール
KILLZONE 2のオンライン対戦では一回の試合で複数のミッションが順番に、並行して行われる。これにより勝利したミッションの総合数でチームの勝敗が決まる。相手チームが3点以上を取られなければ、最後の最後まで勝敗は予想できない。
殲滅戦-BODYCOUNT-
チームデスマッチ
一定時間内に一人でも多くの相手プレイヤーを倒したチームが勝利する。
暗殺戦-ASSASINATION-
暗殺／護衛ミッション
暗殺側は相手チームの指定されたプレイヤーを時間内までに殺害しなければならない。
護衛側は味方チームの指定されたプレイヤーを時間内まで守り切らなければならない。
なお、護衛側は暗殺対象選択中に候補のプレイヤー3名が倒されてしまうとその時点でミッション失敗となる。
掃討戦-SEARCH AND DESTROY-
爆破／防衛ミッション
設置側は2箇所にある破壊目標へ両方爆弾を設置し、爆破するまで解除されないようにする。
防衛側は爆弾を設置されないように目標を防衛、また設置された爆弾が爆発してしまう前に解除しながら規定タイムを過ぎるまで守り切る。
2箇所に爆弾設置をするとミッションタイマー（試合時間）が停止、爆弾側のタイマーが作動しカウントダウンが開始される。
捜索回収戦-SEACH AND RETRIEVE-
対象物回収ミッション
マップ内の置かれたプロパガンダスピーカーを拾い、指定された回収ポイントへ持ち帰りポイントを競う。
時間内に相手チームより一つでも多くスピーカーを回収したチームが勝利となる。
制圧防衛戦-CAPUTURE AND HOLD-
拠点制圧ミッション
マップの3箇所の拠点を制圧・維持することでポイントを競う。
多くの拠点を制圧・維持し、ポイントが多かったチームが勝利となる。

## クラス（兵科）
オンライン対戦では様々なクラス（兵科）を選択できる。クラスはそれぞれ役職が決まっており、初期から使用可能な『兵士』以外のクラスは基本メインスキル（デフォルト）とサブスキル（アンロックが必要）が設定されている。サブスキルは特定条件を８回達成することで使用可能となる。また、条件を満たせば他のクラスのサブスキルも使用可能。
兵士-Rifleman-
メイン／サブスキル：無し
専用武器：STA-3ライトマシンガン M224-1Aライトマシンガン
デフォルトクラス。
クラスの中で唯一、メイン及びサブスキルが扱えず、最初期から使用可能である以外は平凡であるが、その代わり多種多様な武器を扱える。
衛生兵-Medic-
メイン／サブスキル：復活｜ヘルスパック
専用武器：なし
怪光線を発する蘇生銃を用いることで味方の瀕死プレイヤーの復活が可能。
サブスキル「ヘルスパック」は、一旦地面に投げてから直接触れることで自機及び味方プレイヤーの体力を全回復できる。
ヘルスパックは敵味方関係なく全回復させてしまうため、敵陣営の相手プレイヤーに拾われないように注意が必要。
工兵-Engineer-
メイン／サブスキル：設置型防衛機関砲｜修理とハッキング
専用武器：なし
ガンタレット（ボット）が扱え、拠点防衛等で活躍する。ボットの数はチーム共有。
サブスキル「修理」は、壊れた弾薬庫や固定銃座、ダメージを受けたガンタレットの修理（破壊されたものは不可）が可能。
修理された弾薬庫と固定銃座は、その修理したプレイヤーが所属する陣営側のチームでしか使えない。
敵陣営が使用しているものを利用するには、一度破壊した上で再修理する必要がある。
ちなみに味方陣営が修理したものは緑、敵陣営が修理したものは赤のランプがつくので識別は容易。
戦術兵-Tactician-
メイン／サブスキル：復活可能エリア｜航空支援
専用武器：なし
リスポーン（再復活）地点を任意の場所に追加できるカラースモークグレネードを装備。リスポーングレネードはチーム共有。
サブスキル「航空支援」は、光ビーコンを投擲することで航空ボットを呼び出すことが可能。
上手く扱えるかどうかで戦局が左右する非常に重要なクラスである。
突撃兵-Assault-
メイン／サブスキル：ボディアーマー｜ブースト
専用武器：グレネードランチャー ミサイルランチャー ロケットランチャー
ロケットランチャー、グレネードランチャー、ミサイルランチャーなどといった重火器を装備できる。
メインスキルのボティーアーマーによりクラスの中で最も高い耐久力を誇る。
サブスキル「ブースト」は、一時的な高速移動が可能。また、発動中は体力が少しずつ回復する。
撹乱兵-Saboteur-
メイン／サブスキル：変装｜C4爆弾
専用武器：STA-14セミオートライフル
一時的に敵陣営側の兵士に変装する（成り済ます）ことで欺瞞が可能。
ただしレーダーまでは欺瞞出来ない上、時間制限こそないが少しでも相手プレイヤーから攻撃を受けてしまうと簡単に変装が解かれてしまう。
サブスキル「C4爆弾」は、モーションセンサー型の仕掛け爆弾であり地雷感覚で設置ができる。
偵察兵-Scout-
メイン／サブスキル：クローキングスーツ｜目標の標的指示
専用武器：VC32スナイパーライフル
偵察兵と表記されてはいるが、所謂スナイパーである。
光学迷彩スキルにより一時的に透明化（クローク）が可能。移動中では解除されてしまうが、一旦停止すれば再び透明化する。
サブスキル「目標指示」は、画面上の視界に入った敵陣営の相手プレイヤーにマーキングを行う。
マーキングされた相手プレイヤーの位置情報を常時レーダー上に映し出し、かつ味方チームのレーダーへ共有させることが出来る。
また敵陣営のクローク中（透明状態）の偵察兵や変装中の撹乱兵にもマーキングされるので正体を見抜くのに役立つ。
目標指示は短時間で連続使用が可能であるものの、発動中に動いてしまうと中断されてしまうので注意が必要。
スコープのズームは特定条件を達成してアンロックさせる必要がある。